# Hazael
Hazael (Arameo antiguo:  𐡇𐡆𐡀𐡋; "Ha visto Ēl") fue un rey de Aram-Damasco y, antes de asumir el cargo, un alto oficial de Jadadezer, a quien sucedió en el trono. Bajo su reinado, Aram-Damasco se convirtió en un imperio, que gobernó gran parte de Siria y el Reino de Israel.

## Reinado
La mayoría de los eruditos considera que la inscripción aramea conocida como Estela de Tel Dan fue erigida por Hazael, después de derrotar a los reyes de Israel y Judá, y excavaciones realizadas en Gat han revelado una evidencia dramática de la conquista y destrucción de la ciudad por Hazael. Otros sitios en esas regiones también presentan evidencias de haber sido destruidos durante sus campañas.
Hazael peleó dos veces contra el rey Salmanasar III de Asiria en los años 840 a. C.. Salmanasar pretende haber infligido un severo castigo a Damasco. Cuando la ciudad fue atacada por Adad-nirari III de Asiria, unos pocos años más tarde, Hazael (por alguna extraña razón, mencionado como Mari en los registros asirios) pagó un pesado tributo para evitar la destrucción total. Entre sus componentes había una "cama (con incrustaciones) de marfil", según el registro asirio. Las incrustaciones de marfil de esa cama, inscritas con el nombre de Hazael, fueron encontradas durante las excavaciones de Arslan Tash en el norte de la actual Siria.

## Relato bíblico
Según la Biblia, Dios envió a Eliseo, que estaba entonces en Damasco, para preguntarle si el rey se recuperaría de una enfermedad. Se le dijo que su amo moriría, que él llegaría a ser rey de Damasco y que cometería grandes atrocidades contra el pueblo de Israel. Al dar esta respuesta, Eliseo estaba cumpliendo un mandato divino que le había sido dado un tiempo antes por Elías. Al oír las palabras del profeta, Hazael regresó al palacio, y dijo al rey: el profeta ha dicho que ciertamente mejorarás. Su reinado duró de 842 a. C. a 800 a. C.
En sus guerras contra Israel, hirió al rey Joram en Ramot de Galaad, tomó de Jehú todos sus territorios de Transjordania y peleó contra Joacaz. Judá también fue la meta de las conquistas militares de Hazael. Gracias a un enorme tributo pagado por Joás de Judá, Jerusalén se salvó del sitio..